# Соня Харалдсен
Соня, по рождение Соня Харалдсен, е кралица на Норвегия като съпруга на настоящия норвежки крал Харалд V.

## Произход и образование
Родена е в Осло на 4 юли 1937 г., в семейството на търговеца на дървен материал Аугуст Харалдсен и на съпругата му Дагни Улрихсен.
Началното си образование Соня завършва през 1954 г., завършва дизайн и шивачество в Осло, след което учи счетоводство, моден дизайн и социални науки в Лозана, Швейцария.

## Брак с Харалд V
През 1968 г. Соня Харалдсен се сгодява за норвежкия кронпринц и бъдещ крал Харалд. Двамата обаче имат връзка от 9 години, но я крият в тайна поради опозицията срещу обикновения произход на Соня. Харалд обаче заплашва родителите си, че никога няма да се ожени за друга жена, освен за Соня. Заплахата на Харалд има ефект, тъй като той е единственият наследник на норвежкия престол и евентуалният му отказ от него би означавало край на управляващата династия. Изправен пред възможността един ден престолът да се окаже отново в ръцете на някой от датските роднини, крал Олаф V се допитва до мнението на правителството, в резултат на което Соня и Харалд се женят на 29 август 1968 в Катедралата на Осло.

## Кралица на Норвегия
След смъртта на крал Олаф V на 17 януари 1991 г., Харалд заема норвежкия престол, а Соня (тогава на 53 години), става новата кралица на Норвегия.
Кралица Соня придружава крал Харалд V при пътуванията му в чужбина и е официална домакиня при посещението на чужди държавни глави в Норвегия. Всяка година тя присъства и на тронното слово на съпруга си, с което той открива есенните сесии на норвежкия парламент.
През 2005 г. кралица Соня става първата кралица, посетила Антарктида. Тя посещава ледения континент по случай откриването на норвежка изследователска станция.

## Деца
Кралица Соня и крал Харалд имат две деца:
- принцеса Мерта Луизе
- кронпринц Хокон Магнус